# St. Jakobus der Ältere (Oberbuchfeld)

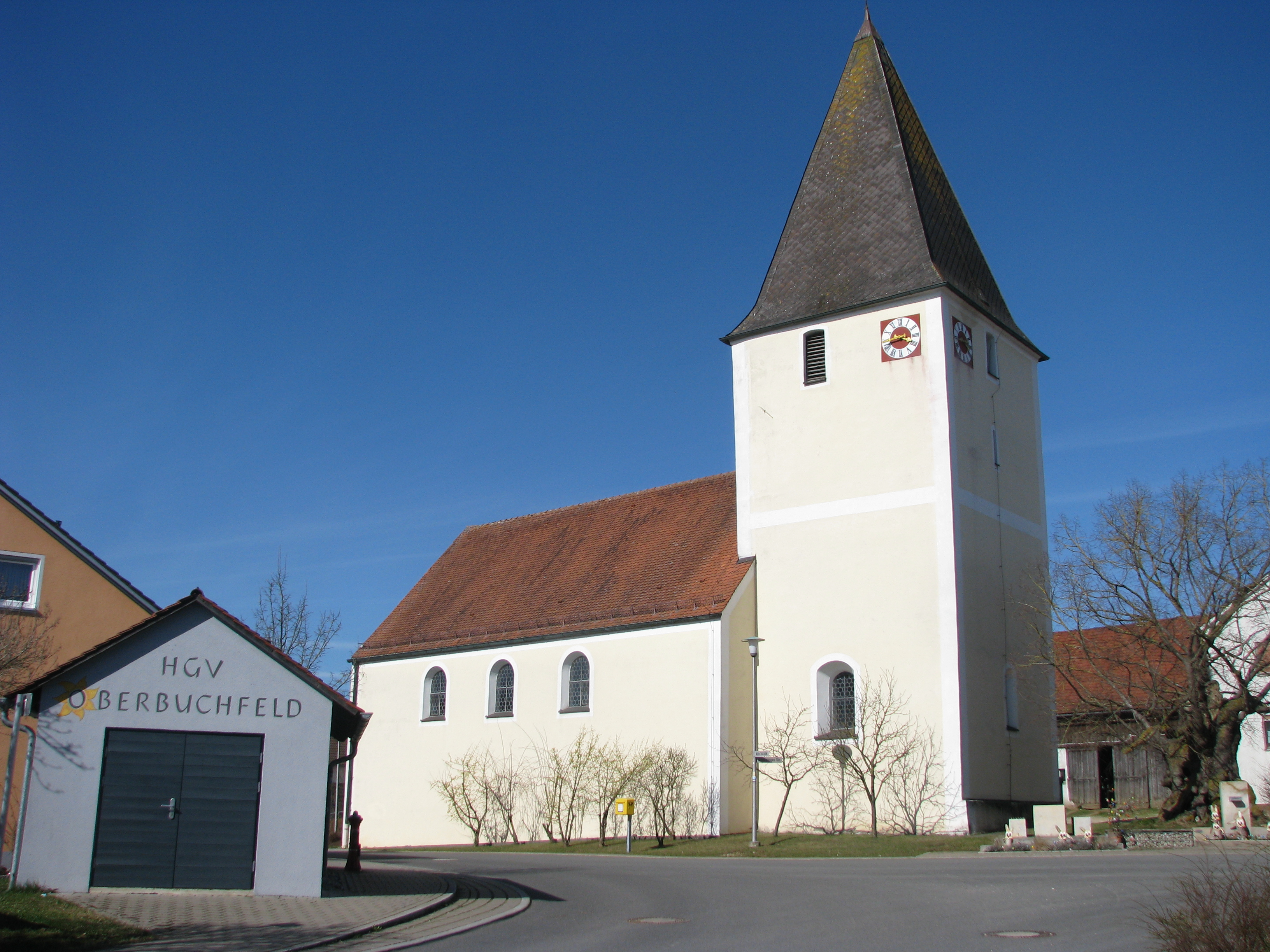
St. Jakobus der Ältere in Oberbuchfeld

Die römisch-katholische, denkmalgeschützte Filialkirche St. Jakobus der Ältere steht in Oberbuchfeld, einem Gemeindeteil der Gemeinde Deining im Landkreis Neumarkt in der Oberpfalz. Das Bauwerk ist dem Dekanat Neumarkt in der Oberpfalz des Bistums Eichstätt zugeordnet, und unter der Denkmalnummer D-3-73-119-33 als Baudenkmal in die Bayerische Denkmalliste eingetragen.

## Beschreibung

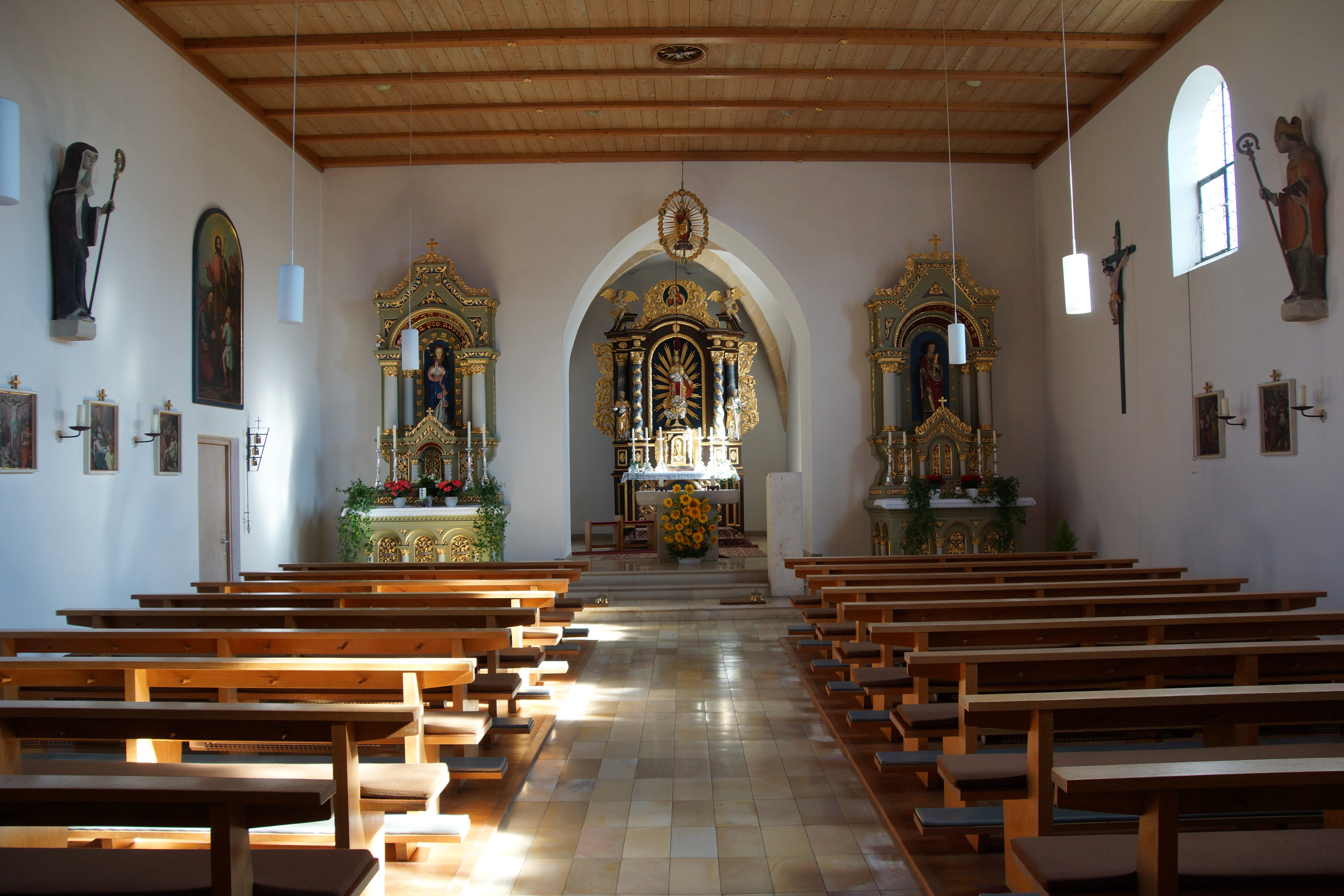
Sicht zum Altar

An den gotischen Chorturm, der mit einem Pyramidendach bedeckt ist, und dessen oberstes Geschoss die Turmuhr und den Glockenstuhl beherbergt, wurde 1961/62 ein Langhaus in historisierenden Formen angebaut, das mit einem Satteldach bedeckt ist. Der Innenraum des Chors, d. h. des Erdgeschosses des Chorturms, ist mit einem Kreuzrippengewölbe überspannt. Zur Kirchenausstattung gehört ein um 1700 gebauter Hochaltar, dessen Altarretabel zwischen Säulen Jakobus den Älteren zeigt. Er wird von den Statuen des Petrus und des Paulus flankiert.